# Arnold von Vietinghoff
Arnold von Vietinghoff, talvolta Vietinghof o Vitinghove (... – 11 luglio 1364), fu Gran Maestro dell'Ordine di Livonia, in carica dal 1360 al 1364, anno della sua morte. Prima che subentrasse a Goswin von Herike, il ruolo di guida fu assunto temporaneamente da Andreas von Steinberg. Ciò accadde anche nel 1364, alla morte di von Vietinghof.

## Biografia
Von Vietinghoff proveniva dalla Westfalia ed era membro dell'omonima famiglia presso Essen, una delle più importanti della regione tedesca nel XIII secolo. I suoi parenti ricoprirono posizioni anche di spicco nell'Ordine teutonico.
Nel 1360 assunse il ruolo di Landmeister di Livonia.
Due anni dopo, Arnold von Vietinghoff organizzò diverse spedizioni in Samogizia, come fece il suo predecessore. L'Ordine di Livonia, assieme all'Ordine Teutonico, distrusse il castello di Kaunas. L'Hochmeister Winrich von Kniprode e Arnold von Vietinghoff condussero insieme l'assedio di Kaunas dal marzo 1362 fino a quando il castello cadde un mese dopo, quando un figlio del Granduca di Lituania Kęstutis, fu fatto prigioniero.

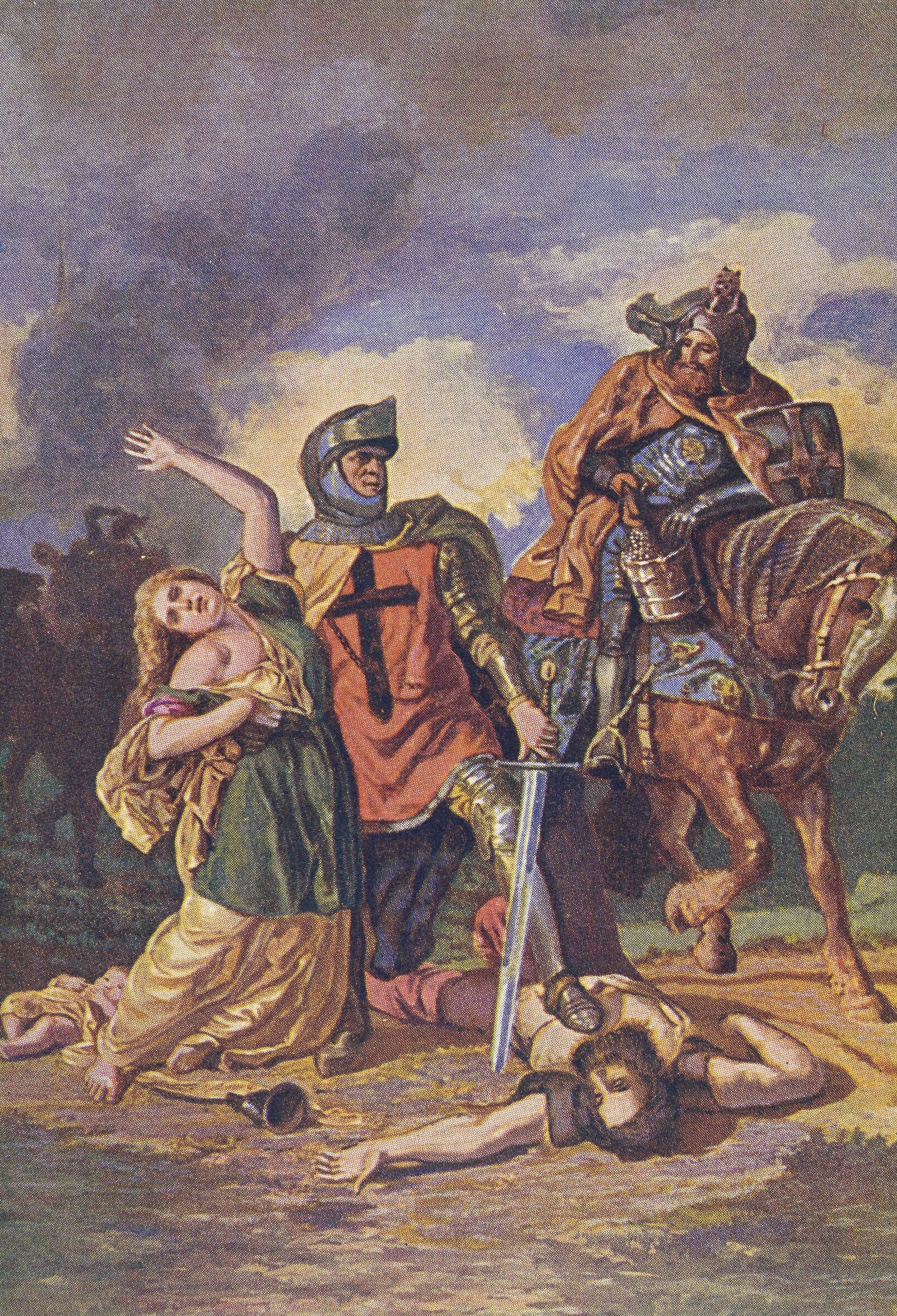
Rappresentazione della battaglia di Kaunas in una miniatura di Wojciech Gerson

Il 10 giugno 1362 si svolse a Tartu un grande incontro: a partecipare furono il Gran maestro di Livonia, i vescovi di Saaremaa, Tallinn e Tartu, gli abati di Kalkena e Pade, oltre a canonici di Riga, cavalieri, scudieri e rappresentanti della borghesia di tutto il paese.
Nell'incontro si affrontarono temi che fecero emergere rancori e rivalità all'interno della Confederazione di Livonia. Il Landmeister si lamentò della condotta del vescovo di Dorpat, il quale asserì che l'Ordine di Livonia e la sua guida (ossia appunto von Vietinghoff) non lo sostenevano nella lotta contro i lituani e che approfittavano delle operazioni militari del religioso per trarne vantaggio: tale comportamento lesivo, sempre secondo la versione del vescovo, avveniva nonostante la lealtà costante da parte di Dorpat ai cristiani livoniani. Le risposte piccate di von Vietinghoff non impedirono a Papa Urbano V di comunicare con il Gran maestro dell'Ordine teutonico sopraccitato Winrich von Kniprode, segnalandogli la questione e promuovendo le ragioni del vescovo.
Arnold von Vietinghof morì l'11 luglio 1364 in circostanze misteriose, presumibilmente a causa dei dissapori acuitisi nei due anni successivi alla riunione del 10 giugno 1362.
Konrad von Vietinghoff, discendente di Arnold, divenne Gran maestro dell'Ordine livoniano dal 1401 al 1413.